# Silvassa
Silvassa (en maratí: सिल्वासाⓘ, en guyaratí: સેલ્વાસ, en portugués: Silvassá) era la capital del territorio de la unión de Dadra y Nagar Haveli en la India.
Durante el gobierno portugués, Silvassa también era conocido como Vila de Paço d'Arcos, el mismo nombre de un pueblo cercano a Lisboa (Paço de Arcos en Oeiras).
La ciudad cuenta con un gran número de fábricas e industrias que proporcionan los ingresos públicos significativos, lo que permite a la ciudad mantener un bajo nivel de impuestos y tributos.

## Historia
Hasta finales del siglo XIX, Silvassa era poco más que un pequeño pueblo. La creciente importancia de Silvassa comenzó en 1885, cuando la administración portuguesa decidió trasladar allí la sede de Nagar Haveli, que hasta entonces estaba en Darara. Por decreto del 11 de febrero de 1885, Silvassa fue creado como una ciudad, con el nombre de Vila de Paço d'Arcos. No obstante, el nombre original se impuso y la ciudad siguió siendo conocida principalmente como Silvassa y se refirió así, incluso en los documentos oficiales.

## Demografía
En el 2001, según los datos del censo de la India, Silvassa tenía una población de 21.890 habitantes. Los varones constituyen el 57% de la población y las mujeres 43%. Silvassa tiene un índice promedio de alfabetismo del 75%, superior a la media nacional del 59.5%: la instrucción masculina es el 80% y en el sexo femenino es del 68%. En Silvassa, el 15% de la población es de 6 años de edad. El maratí y el guyaratí son los principales idiomas que se hablan.
A Silvassa es considerado el hogar de la cultura warli o varli. El warli (o varli) es la lengua hablada por el pueblo warli, la cual es básicamente una mezcla de los idiomas maratí y guyaratí con un toque local.
La película de Bollywood Phool Aur Kaante fue rodada en Silvassa.
Al haber sido un antiguo enclave portugués, Silvassa tiene una importante población católica, hablando un dialecto distinto del portugués.

## Industria
Lejos de ser una región tribal, se ha convertido en la actualidad en un centro industrial en expansión. Grandes empresas industriales han establecido sus bases de producción en la región. El status de zona libre de impuestos otorgado por el gobierno de la India para impulsar la inversión industrial en el territorio de la unión de Dadra y Nagar Haveli ha contribuido en gran medida al crecimiento industrial de la región.
El establecimiento en Silvassa y sus alrededores de grupos tales como Ramco Industries Ltd. (R.I.L.), Sterlite, Hindalco, Hind Aluminium, Associated Group, Avance Detchem Ltd., Gulf Oil, Castrol, Reliance Industries, Blue Star, Siyaram Silk Mills Limited, Global Wind Power (dependencia de ADAG), Hindustan Unilever, Generators Pvt. Ltd. una empresa asociada de Shapoorji & Pallonji Group, Dabur; y siendo anfitrión de otros productores en el área textil como Alok Industries, VRIL, y muchos otros bienes de consumo, grupos electrógenos, electrodomésticos, bienes de ingeniería pesada, químicos, insecticidas, pinturas, por nombrar algunos; ha alterado dramáticamente la región. Es uno de los estados más grandes en la recaudación de impuestos especiales de más de 3.500 pequeñas y medianas industries. Silvassa es un centro importante productor de productos plásticos. Sus productos como bolsas de plástico, contenedores, etc. se pueden encontrar en toda la India, debido a su calidad y bajo costo.
Silvassa también recibe una población flotante de más de 200.000 personas, que viene de todas partes del país, en su gran mayoría trabajadores provienen de Uttar Pradesh, Bihar y Orissa. Otras comunidades flotantes provienen de los estados de Madhya Pradesh, Maharashtra, Gujarat, Kerala, Karnataka, Tamil Nadu, Andhra Pradesh y Rajasthan.

## Transporte
Silvassa en su haber cuenta con excelentes carreteras las cuales están rodeadas a los lados por de árboles asombrosos. La estación de tren más cercana, Vapi está a unos 18 km.
Daman está de 30 km a través de la vía Bhilad en la carretera nacional número 8.
Bombay está a unos 180 km de Silvassa a través de la vía Bhilad, en la carretera nacional número 8.
Servicios Rickshaw comunican Vapi y Silvassa a intervalos regulares y de fácil acceso desde la estación de tren Vapi (E).
Los buses de transporte por la ruta Gujarat comunican a Silvassa con Vapi en un intervalo regular.

## Salud
No hace mucho tiempo, el escenario de atención de la salud de Silvassa era muy pobre, únicamente estatal. Es decir, el Hospital Civil era el único que atendía a la creciente población de Silvassa y sus alrededores.
Afortunadamente, la industria de la salud, después de haber reconocido la necesidad de la población cada vez mayor, ha presentado y puesta en marcha hospitales que han dado a la población de esta región un acceso más fácil para obtener una buena atención de salud de calidad a costo razonable.